# Bicz (pismo)
Bicz – rewolucyjne pismo wydawane w Krakowie w roku 1862. Ukazały się jedynie dwa numery tego pisma, lecz odegrało ono znaczącą rolę w okresie przedpowstaniowym, mobilizując krakowską młodzież do walki z wrogiem.